# Lithothamnion ungeri
Lithothamnion ungeri Kjellman, 1883  é o nome botânico  de uma espécie de algas vermelhas  pluricelulares do gênero Lithothamnion, subfamília Melobesioideae.
- São algas marinhas encontradas na Escandinávia.

## Sinonímia
- Lithothamnion fruticulosum f. flexuosa  Foslie, 1895
- Lithothamnion ungeri f. curvirostra  Foslie, 1898
- Lithothamnion ungeri f. flexuosa  (Foslie) Foslie, 1905